# Gemmrigheim
Gemmrigheim è un comune tedesco di 4 460 abitanti, situato nel land del Baden-Württemberg.